# Dubovica
Dubovica (ungarisch Tarcadobó oder älter verkürzt Dobó) ist eine Gemeinde im Osten der Slowakei mit 1430 Einwohnern (Stand 31. Dezember 2024). Sie gehört zum Okres Sabinov, einem Kreis des Prešovský kraj und wird zur traditionellen Landschaft Šariš gezählt.

## Geographie

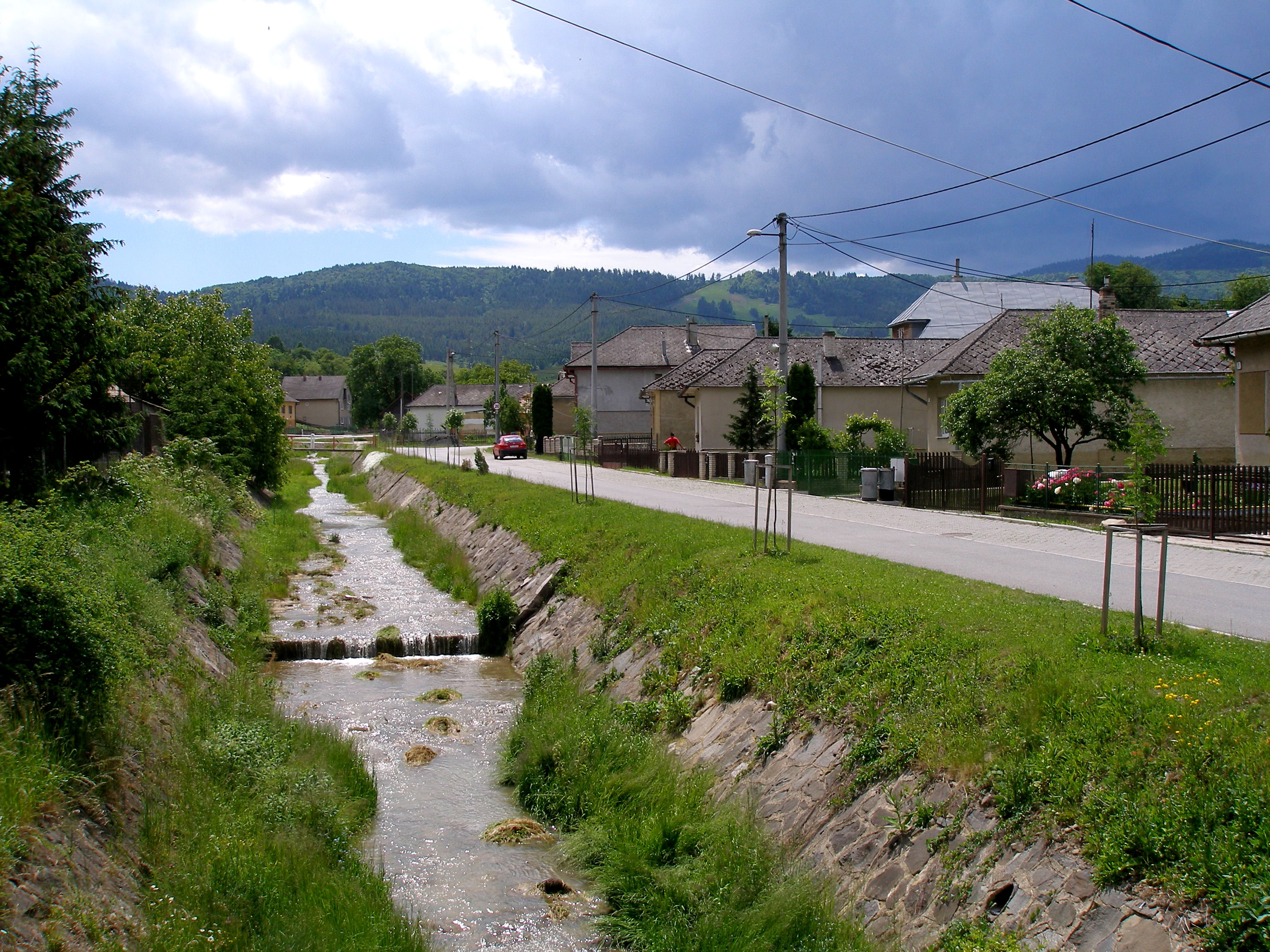
Hauptstraße und Bach

Die Gemeinde befindet sich im Nordwestteil des Berglands Šarišská vrchovina am Bach Dubovický potok, einem Zufluss von Torysa. Das wenig mehr als 17 km² großes Gemeindegebiet ist hügelig und grenzt an folgende Nachbarorte: Renčišov, Ďačov, Lipany und Rožkovany. Das Ortszentrum liegt auf einer Höhe von 420 m n.m. nur zwei Kilometer südlich der Stadt Lipany und ist zudem 14 Straßenkilometer von Sabinov sowie 31 Straßenkilometer von Prešov entfernt.
Zur Gemeinde gehört außerdem Petrovence (ungarisch Pétermező), ein im 19. Jahrhundert in Dubovica eingegliedertes Dorf.

## Geschichte

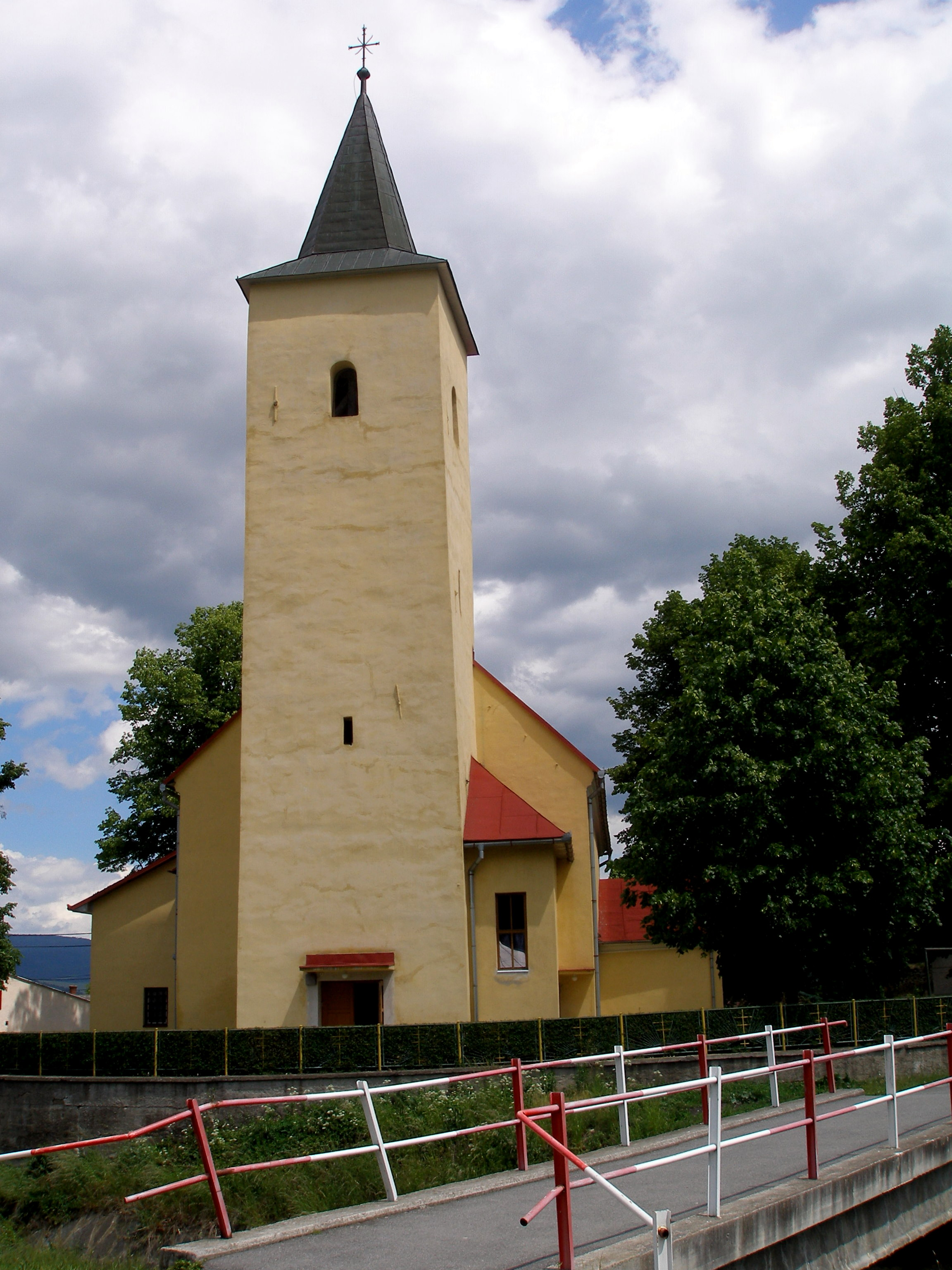
Kirche

Der Ort wurde zum ersten Mal 1278 als Dombomezew schriftlich erwähnt.

## Bevölkerung
| Jahr                | 1994 | 2004    | 2014    | 2024    |
| ------------------- | ---- | ------- | ------- | ------- |
| Anzahl der Personen | 1421 | 1477    | 1479    | 1430    |
| Unterschied         |      | +3,94 % | +0,13 % | −3,31 % |

| Jahr                | 2023 | 2024    |
| ------------------- | ---- | ------- |
| Anzahl der Personen | 1445 | 1430    |
| Unterschied         |      | −1,03 % |

Ergebnisse nach der Volkszählung 2001 (1452 Einwohner):
| Nach Ethnie: - 99,31 % Slowaken - 0,41 % Tschechen - 0,07 % Russinen | Nach Konfession: - 97,66 % römisch-katholisch - 1,58 % griechisch-katholisch - 0,14 % evangelisch - 0,48 % keine Angabe |

## Bauwerke
- römisch-katholische Kirche, 1717 erbaut
- Landschloss und Landsitz, beide aus dem 18. Jahrhundert